# 黄麻叶凤仙花
黄麻叶凤仙花（学名：Impatiens corchorifolia）为凤仙花科凤仙花属的植物，是中国的特有植物。分布于中国大陆的四川、云南等地，生长于海拔2,100米至3,500米的地区，常生长在杂木林下或山谷林缘阴湿处，目前尚未由人工引种栽培。